# Masomah Ali Zada
Masomah Ali Zada (11 de marzo de 1996) es una ciclista de ruta, nacida en Afganistán, que se clasificó y participó en los Juegos Olímpicos de 2020 como parte del Equipo Olímpico de Refugiados del Comité Olímpico Internacional.

## Trayectoria
Ali Zada nació en Afganistán y pasó sus primeros años en Irán, antes de regresar a su país de origen. Aprendió a montar con 9 años, cuando vivía en la provincia de Ghazni. Al mudarse a Kabul en 2012, comenzó a sufrir acoso físico y verbal mientras montaba en bicicleta.Junto con sus padres, tres hermanos y una hermana, huyeron de Afganistán en 2016 debido a las amenazas de los talibanes y solicitaron asilo en Francia con una visa humanitaria.
Actualmente estudia ingeniería civil en la Universidad de Lille, recibió una beca para atletas refugiados del COI en 2019 y participó en la contrarreloj individual femenina en los Juegos Olímpicos de Tokio 2020, terminando en el puesto 25.
En 2022, Ali Zada se convirtió en miembro de la Comisión de Atletismo del Comité Olímpico Internacional, siendola primera atleta refugiada en formar parte de una comisión del COI.